# Temporada 2020 del fútbol colombiano
La Temporada 2020 del fútbol colombiano abarca todas las actividades relativas a campeonatos de fútbol profesional, nacionales e internacionales, disputados por clubes colombianos, y por las selecciones nacionales de este país en sus diversas categorías.
Debido a las medidas adoptadas por el Gobierno nacional para contener la pandemia de coronavirus el 12 de marzo de 2020, la Dimayor tomó la decisión de suspender temporalmente todos sus campeonatos.

## Torneos locales

### Categoría Primera A
- Final

| Fecha                                                            | Ciudad | Equipo local    | Resultado | Equipo visitante |
| ---------------------------------------------------------------- | ------ | --------------- | --------- | ---------------- |
| 20 de diciembre                                                  | Cali   | América de Cali | 3 : 0     | Santa Fe         |
| 27 de diciembre                                                  | Bogotá | Santa Fe        | 2 : 0     | América de Cali  |
| América de Cali se coronó campeón con un marcador global de 3:2. |        |                 |           |                  |

| Bandera de Colombia                         |
| Campeón América de Cali Decimoquinto título |

#### Tabla de reclasificación
En la tabla de reclasificación se lleva a cabo la sumatoria de puntos de los clubes en todos los partidos del torneo de primera división — incluyendo fases finales —, con el objetivo de definir los equipos clasificados de Colombia a los torneos internacionales de Conmebol para el siguiente año. Los cupos a torneos internacionales se distribuyeron de la siguiente manera:
- Copa Libertadores: Colombia 1 y Colombia 2 (que clasificaron directamente a fase de grupos) correspondieron al campeón y subcampeón del Campeonato colombiano 2020, respectivamente. El cupo de Colombia 3 lo tomó el mejor club ubicado en la reclasificación (no campeón) y Colombia 4 fue para el segundo club mejor ubicado en la reclasificación.
- Copa Sudamericana: Colombia 1, Colombia 2 y Colombia 3 fueron a los tres siguientes clubes mejor ubicados en la tabla de reclasificación (no campeones), respectivamente. El cupo de Colombia 4 lo tomó el ganador del repechaje a Copa Sudamericana. Los cuatro clasificados empezaron el torneo desde la primera fase.

| Pos. | Equipos                     | PJ | PG | PE | PP | GF | GC | Dif. | Pts. |
| ---- | --------------------------- | -- | -- | -- | -- | -- | -- | ---- | ---- |
| 1.   | Santa Fe                    | 26 | 14 | 8  | 4  | 41 | 23 | 18   | 50   |
| 2.   | América de Cali (C)         | 26 | 12 | 7  | 7  | 40 | 27 | 13   | 43   |
| 3.   | Junior (SL)                 | 24 | 10 | 10 | 4  | 30 | 19 | 11   | 40   |
| 4.   | Atlético Nacional           | 22 | 11 | 5  | 6  | 41 | 35 | 6    | 38   |
| 5.   | Deportes Tolima             | 22 | 10 | 7  | 5  | 30 | 18 | 12   | 37   |
| 6.   | La Equidad                  | 24 | 10 | 7  | 7  | 34 | 27 | 7    | 37   |
| 7.   | Deportivo Pasto             | 22 | 10 | 7  | 5  | 28 | 21 | 7    | 37   |
| 8.   | Deportivo Cali              | 22 | 8  | 11 | 3  | 33 | 25 | 8    | 35   |
| 9.   | Águilas Doradas             | 20 | 8  | 7  | 5  | 27 | 21 | 6    | 31   |
| 10.  | Millonarios                 | 20 | 7  | 9  | 4  | 29 | 21 | 8    | 30   |
| 11.  | Once Caldas                 | 20 | 6  | 11 | 3  | 23 | 20 | 3    | 29   |
| 12.  | Envigado F. C.              | 20 | 5  | 8  | 7  | 22 | 25 | -3   | 23   |
| 13.  | Atlético Bucaramanga        | 20 | 5  | 6  | 9  | 16 | 26 | -10  | 21   |
| 14.  | Independiente Medellín (CC) | 20 | 5  | 5  | 10 | 22 | 28 | -6   | 20   |
| 15.  | Alianza Petrolera           | 20 | 5  | 4  | 11 | 22 | 35 | -13  | 19   |
| 16.  | Deportivo Pereira           | 20 | 4  | 6  | 10 | 17 | 24 | -7   | 18   |
| 17.  | Jaguares                    | 20 | 3  | 8  | 9  | 21 | 30 | -9   | 17   |
| 18.  | Patriotas                   | 20 | 3  | 8  | 9  | 10 | 21 | -11  | 17   |
| 19.  | Boyacá Chicó                | 20 | 4  | 3  | 13 | 13 | 33 | -20  | 15   |
| 20.  | Cúcuta Deportivo            | 20 | 3  | 5  | 12 | 18 | 38 | -20  | 14   |

Fuente: Web oficial de Dimayor
|  | Clasificado a la Fase de grupos de Copa Libertadores 2021.  |
|  | Clasificado a la Segunda fase de la Copa Libertadores 2021. |
|  | Clasificado a la Primera fase de la Copa Sudamericana 2021. |
|  | Clasificado a la Primera fase de la Copa Sudamericana 2022. |
|  | Desafiliado de la Dimayor.                                  |

| (C)  | Campeón del Campeonato colombiano 2020.   |
| (CC) | Campeón de la Copa Colombia 2020.         |
| (SL) | Campeón de la Superliga de Colombia 2020. |

##### Representantes en competición internacional
| Clasificado como | Copa Libertadores 2021 | Copa Sudamericana 2021 |
| ---------------- | ---------------------- | ---------------------- |
| Colombia 1       | América de Cali        | Deportes Tolima        |
| Colombia 2       | Santa Fe               | La Equidad             |
| Colombia 3       | Junior                 | Deportivo Pasto        |
| Colombia 4       | Atlético Nacional      | Deportivo Cali         |

#### Tabla del descenso
Los ascensos y descensos en el fútbol colombiano se definen por la Tabla de descenso, la cual promedia las campañas: 2018-I, 2018-II, 2019-I, 2019-II y 2020. Los puntos de la tabla se obtienen de la división del puntaje total entre partidos jugados, únicamente en la fase de todos contra todos. Los dos últimos equipos en dicha tabla al final de la temporada descenderán a la Categoría Primera B, siendo reemplazados en la siguiente temporada por el campeón y el subcampeón o ganador del repechaje de la segunda categoría.
En asamblea de la Dimayor celebrada el día 13 de agosto de 2020, se definió suspender los descensos hasta mediados de 2021. Esto debido a la reducción en el número de partidos a jugar en la temporada actual por la suspensión temporal del torneo a causa de la pandemia de COVID-19.
| Pos. | Equipos                | PJ | GF  | GC  | Dif. | Pts. | Prom. |
| ---- | ---------------------- | -- | --- | --- | ---- | ---- | ----- |
| 20.  | Boyacá Chicó           | 98 | 73  | 146 | -73  | 92   | 0.939 |
| 19.  | Jaguares               | 98 | 81  | 143 | -62  | 94   | 0.959 |
| 18.  | Deportivo Pereira      | 98 | 77  | 137 | -60  | 95   | 0.969 |
| 17.  | Cúcuta Deportivo (X)   | 98 | 117 | 152 | -35  | 115  | 1.173 |
| 16.  | Patriotas              | 98 | 83  | 116 | -33  | 116  | 1.184 |
| 15.  | Alianza Petrolera      | 98 | 102 | 127 | -25  | 116  | 1.184 |
| 14.  | Envigado F. C.         | 98 | 106 | 120 | -14  | 116  | 1.184 |
| 13.  | Deportivo Pasto        | 98 | 96  | 98  | -2   | 123  | 1.255 |
| 12.  | Atlético Bucaramanga   | 98 | 103 | 119 | -16  | 125  | 1.276 |
| 11.  | Águilas Doradas        | 98 | 108 | 119 | -11  | 128  | 1.306 |
| 10.  | La Equidad             | 98 | 111 | 99  | 12   | 135  | 1.378 |
| 9.   | Santa Fe               | 98 | 120 | 85  | 35   | 142  | 1.449 |
| 8.   | América de Cali        | 98 | 127 | 119 | 8    | 147  | 1.5   |
| 7.   | Millonarios            | 98 | 125 | 104 | 21   | 148  | 1.51  |
| 6.   | Once Caldas            | 98 | 120 | 98  | 22   | 148  | 1.51  |
| 5.   | Independiente Medellín | 98 | 145 | 120 | 25   | 148  | 1.51  |
| 4.   | Junior                 | 98 | 118 | 77  | 41   | 158  | 1.612 |
| 3.   | Deportivo Cali         | 98 | 133 | 97  | 36   | 159  | 1.622 |
| 2.   | Atlético Nacional      | 98 | 143 | 97  | 46   | 172  | 1.755 |
| 1.   | Deportes Tolima        | 98 | 137 | 84  | 53   | 173  | 1.765 |

Fuente: Web oficial de Dimayor
| (X) | Desafiliado de la Dimayor. |

##### Cambios de categoría
|  | No hubo |

|  | No hubo |

### Liga Profesional Femenina
| Fecha                                                     | Ciudad | Equipo local    | Resultado | Equipo visitante |
| --------------------------------------------------------- | ------ | --------------- | --------- | ---------------- |
| 10 de diciembre                                           | Cali   | América de Cali | 1 : 2     | Santa Fe         |
| 13 de diciembre                                           | Bogotá | Santa Fe        | 2 : 0     | América de Cali  |
| Santa Fe se coronó campeón con un marcador global de 4:1. |        |                 |           |                  |

| Colombia                        |
| Campeón Santa Fe Segundo título |

##### Representantes en competición internacional
| Clasificado como | Copa Libertadores Femenina 2020 |
| ---------------- | ------------------------------- |
| Colombia 1       | Santa Fe                        |
| Colombia 2       | América de Cali                 |

### Categoría Primera B
| Fecha                                                           | Ciudad | Equipo local   | Resultado | Equipo visitante |
| --------------------------------------------------------------- | ------ | -------------- | --------- | ---------------- |
| 23 de diciembre                                                 | Neiva  | Atlético Huila | 1 : 0     | Cortuluá         |
| 26 de diciembre                                                 | Tuluá  | Cortuluá       | 1 : 3     | Atlético Huila   |
| Atlético Huila se coronó campeón con un marcador global de 4:1. |        |                |           |                  |

| Colombia                             |
| Campeón Atlético Huila Tercer título |

### Copa Colombia
| Fecha                 | Ciudad   | Equipo local           | Resultado     | Equipo visitante |
| --------------------- | -------- | ---------------------- | ------------- | ---------------- |
| 11 de febrero de 2021 | Medellín | Independiente Medellín | 1 : 1 (5 : 4) | Deportes Tolima  |

| Colombia                                     |
| Campeón Independiente Medellín Tercer título |

### Superliga de Colombia
| Fecha                                                   | Ciudad       | Equipo local    | Resultado | Equipo visitante |
| ------------------------------------------------------- | ------------ | --------------- | --------- | ---------------- |
| 8 de septiembre                                         | Barranquilla | Junior          | 1 : 2     | América de Cali  |
| 11 de septiembre                                        | Cali         | América de Cali | 0 : 2     | Junior           |
| Junior se coronó campeón con un marcador global de 3:2. |              |                 |           |                  |

| Colombia                      |
| Campeón Junior Segundo título |

## Torneos internacionales

### Copa Libertadores
| Equipo                 | Fase final               | Pts. | PJ | PG | PE | PP | GF | GC | Dif. | Rend.  |
| ---------------------- | ------------------------ | ---- | -- | -- | -- | -- | -- | -- | ---- | ------ |
| Junior                 | Fase de grupos (Grupo A) | 6    | 6  | 2  | 0  | 4  | 8  | 12 | -4   | 33,3 % |
| América de Cali        | Fase de grupos (Grupo E) | 6    | 6  | 1  | 3  | 2  | 7  | 9  | -2   | 33,3 % |
| Independiente Medellín | Fase de grupos (Grupo H) | 12   | 10 | 4  | 0  | 6  | 14 | 14 | 0    | 40 %   |
| Deportes Tolima        | Fase 3                   | 7    | 4  | 2  | 1  | 1  | 2  | 1  | 1    | 58,3 % |

### Copa Libertadores Femenina
Pospuesto a 2021

### Copa Sudamericana
| Equipo            | Fase final       | Pts. | PJ | PG | PE | PP | GF | GC | Dif. | Rend.  |
| ----------------- | ---------------- | ---- | -- | -- | -- | -- | -- | -- | ---- | ------ |
| Junior            | Cuartos de final | 10   | 6  | 3  | 1  | 2  | 6  | 5  | 1    | 55,6 % |
| Deportivo Cali    | Octavos de final | 9    | 6  | 3  | 0  | 3  | 9  | 12 | -3   | 50 %   |
| Millonarios       | Segunda fase     | 6    | 4  | 2  | 0  | 2  | 5  | 4  | 1    | 50 %   |
| Atlético Nacional | Segunda fase     | 5    | 4  | 1  | 2  | 1  | 6  | 5  | 1    | 41,7 % |
| Deportes Tolima   | Segunda fase     | 2    | 2  | 0  | 2  | 0  | 1  | 1  | 0    | 33,3 % |
| Deportivo Pasto   | Primera fase     | 0    | 2  | 0  | 0  | 2  | 0  | 2  | -2   | 0 %    |

### Copa Libertadores Sub-20
| Equipo      | Fase final     | Pts. | PJ | PG | PE | PP | GF | GC | Dif. | Rend.  |
| ----------- | -------------- | ---- | -- | -- | -- | -- | -- | -- | ---- | ------ |
| Millonarios | Fase de grupos | 2    | 3  | 0  | 2  | 1  | 3  | 4  | -1   | 22,2 % |

## Selección nacional masculina

### Mayores

#### Partidos de la Selección mayor en 2020
| Fecha           | Lugar                                                         | Rival     | Marcador                                                     | Competencia              | Goles de Colombia                          |
| --------------- | ------------------------------------------------------------- | --------- | ------------------------------------------------------------ | ------------------------ | ------------------------------------------ |
| 9 de octubre    | Estadio Metropolitano Roberto Meléndez Barranquilla, Colombia | Venezuela | 3 : 0                                                        | Eliminatorias Catar 2022 | 16' Duván Zapata · 26' 45+3' Luis Muriel   |
| 13 de octubre   | Estadio Nacional Julio Martínez Prádanos Santiago, Chile      | Chile     | 2 : 2                                                        | Eliminatorias Catar 2022 | 7' Jefferson Lerma · 90 + 1' Falcao Garcia |
| 13 de noviembre | Estadio Metropolitano Roberto Meléndez Barranquilla, Colombia | Uruguay   | 0 : 3 Archivado el 8 de octubre de 2020 en Wayback Machine.  | Eliminatorias Catar 2022 | Sin goles                                  |
| 17 de noviembre | Estadio Rodrigo Paz Delgado Quito, Ecuador                    | Ecuador   | 1 : 6 Archivado el 18 de octubre de 2020 en Wayback Machine. | Eliminatorias Catar 2022 | 45 + 1' James Rodríguez                    |

### Sub-23

#### Torneo Preolímpico Sudamericano Sub-23
| Equipo                    | Pts. | PJ | PG | PE | PP | GF | GC | Dif. | Rend.  |
| ------------------------- | ---- | -- | -- | -- | -- | -- | -- | ---- | ------ |
| Selección nacional Sub-23 | 8    | 7  | 2  | 2  | 3  | 10 | 9  | 1    | 38,1 % |

- Resultado final: Cuarto lugar

## Selección nacional femenina

### Sub-20

#### Campeonato Sudamericano Femenino de Fútbol Sub-20
| Equipo                    | Pts. | PJ | PG | PE | PP | GF | GC | Dif. | Rend.  |
| ------------------------- | ---- | -- | -- | -- | -- | -- | -- | ---- | ------ |
| Selección nacional Sub-20 | 7    | 4  | 2  | 1  | 1  | 13 | 2  | 11   | 70,0 % |

- Resultado final: Torneo cancelado en 2021